# 徐萍
徐萍（1995年7月—），女，汉族，四川广元人，中华人民共和国政治人物，中国共产党党员，第十三届全国人民代表大会四川地区代表。

## 生平
2018年2月24日，当选为第十三届全国人大代表。